# 冬のうた
「冬のうた」（ふゆのうた）は、Kiroroの3枚目のシングル。1998年11月21日発売。発売元はビクターエンタテインメント。

## 解説
本作が8cmCDで発売された1998年から3年後、12cmCDにて再発盤が発売された2001年、明治製菓（現・株式会社明治）「メルティーキッス」「ポルテ」CMソングに使用された。
翌2002年2月21日には本作を除く、既に8cmCDで発売された他の5作品も12cmCDにて再発されている（各楽曲項目も参照）。

## 収録曲
全曲作詞・作曲：玉城千春　編曲：重実徹
1. 冬のうた
2. キセキ
3. 冬のうた（オリジナル･カラオケ）
4. キセキ （オリジナル･カラオケ）